# Stade municipal Antiocho Pereira
Le Stade municipal Antiocho Pereira (en portugais : Estádio Municipal Antiocho Pereira) est un stade de football brésilien situé dans la ville d'União da Vitória, dans l'État du Paraná.
Le stade, doté de 4 087 places et inauguré en 1971, sert d'enceinte à domicile aux équipes de football de l'Associação Atlética Iguaçu, de l'Iguaçu Agex Futebol Clube, du Sociedade Esportiva Iguaçu et du Futebol Clube de Porto União.

## Histoire
Le stade est situé au bord des rives du Rio Iguaçu.
Le stade est interdit en 2013 à la demande du parquet pour non-respect des exigences de sécurité, avant de nouvelles rénovations.
Après de multiples incidents, la moitié des tribunes est aujourd'hui fermée.